# Anthony William
Anthony William Coviello, professioneel bekend als Anthony William, the Medical Medium, het medische medium, is een Amerikaan die medisch en gezondheidsadvies biedt. 

## Levensloop
Hij is auteur van verschillende gezondheidsboeken en biedt online advies op forums zoals de GOOP-column van Gwyneth Paltrow, waarvoor hij wordt beschouwd als een "vertrouwde expert", en zijn eigen website. William beweert dat het Epstein-Barr-virus verantwoordelijk is voor meerdere aandoeningen, waaronder auto-immuunziekte, multiple sclerose en kanker. Hij is de zelfbenoemde grondlegger van de selderijsap-rage, waarvan hij beweert dat het vele gezondheidsvoordelen kan bieden die momenteel nog niet wetenschappelijk bewezen zijn. Hij geeft in zijn boeken aan dat de hoofdbron van zijn kennis een goddelijke geest is, die hem uiterst precies informeert over de gezondheid van zijn medemensen.
Hij is een bestsellerauteur volgens de New York Times die 5 boeken heeft gepubliceerd. Het bedrijf van Anthony William is gevestigd in Sarasota, Florida. Hij had meer dan 1,6 miljoen volgers op Instagram vanaf 2019 en had 3,3 miljoen volgers op Facebook vanaf 2019.

## Publicaties
- (11/10/15) Medical Medium: Secrets Behind Chronic and Mystery Illness and How to Finally Heal ISBN 9781401948290
- (11/08/16) Medical Medium Life-Changing Foods: Save Yourself and the Ones You Love with the Hidden Healing Powers of Fruits & Vegetables ISBN 9781401948320
- (11/07/17) Medical Medium Thyroid Healing: The Truth behind Hashimoto's, Graves', Insomnia, Hypothyroidism, Thyroid Nodules & Epstein-Barr ISBN 9781401948368
- (10/30/18) Medical Medium Liver Rescue: Answers to Eczema, Psoriasis, Diabetes, Strep, Acne, Gout, Bloating, Gallstones, Adrenal Stress, Fatigue, Fatty Liver, Weight Issues, SIBO & Autoimmune Disease ISBN 9781401954406
- (5/21/19) Medical Medium Celery Juice: The Most Powerful Medicine of Our Time Healing Millions Worldwide ISBN 9781401957667